# Wenceslaus Johann Gustav Karsten
 Wenceslaus Johann Gustav Karsten, född den 15 december 1732, död den 17 april 1787, var en tysk matematiker, far till Dietrich Ludwig Gustav Karsten, bror till Franz Kristian Lorenz Karsten, farbror till Karl Johann Bernhard Karsten.
Karsten, som var professor i matematik och fysik i Halle, författade bland annat mycket ansedda läroböcker i matematik. 
Hans Lehrbegriff der gesammten mathematik (8 band, 1767-77, flera upplagor) behandlar väsentligen den elementära matematikens tillämpningar på fysiken.